# Lorenz Helmschmied

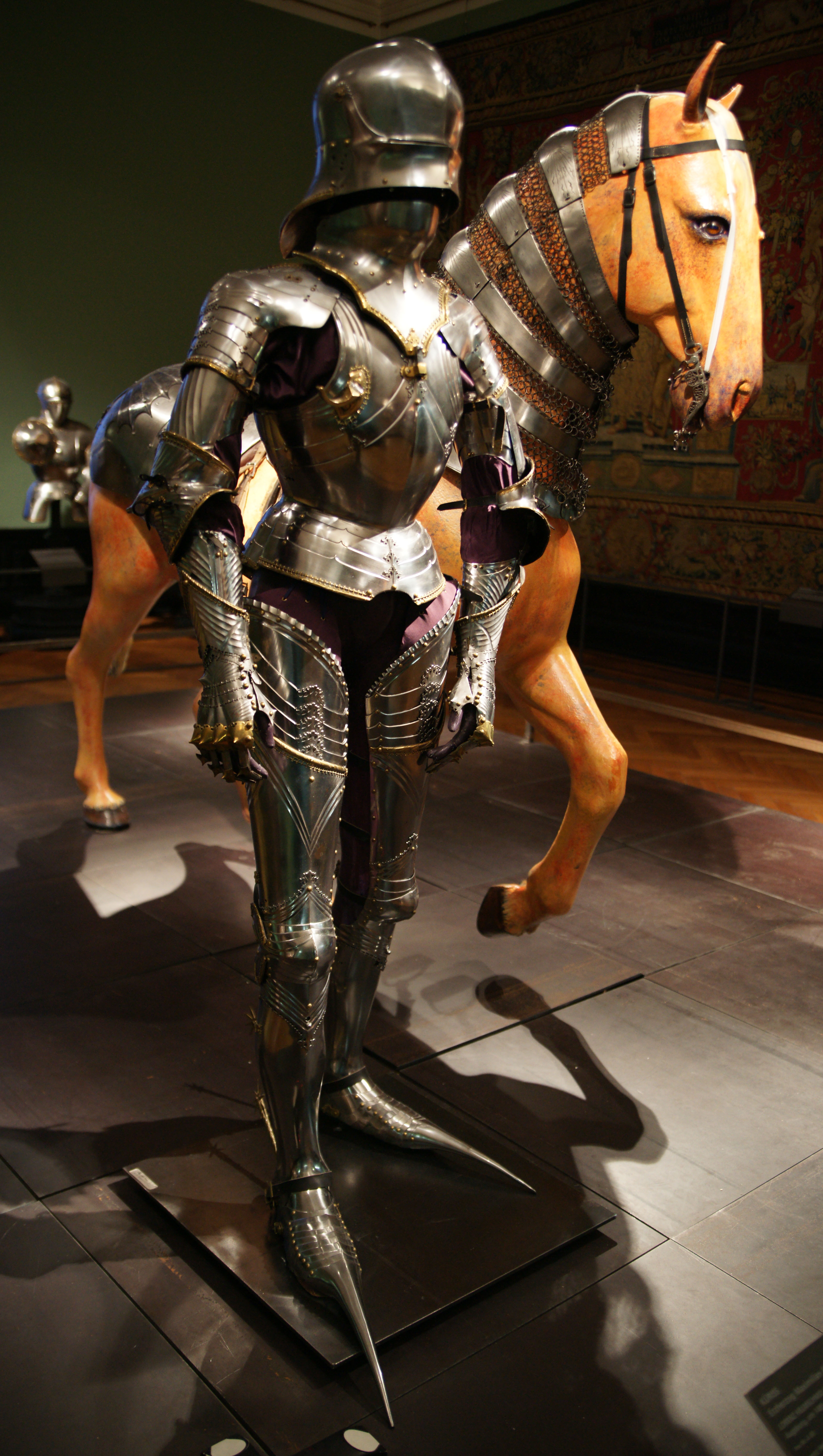
Lorenz Helmschmied: Küriss von Maximilian I., im Kunsthistorischen Museum in Wien

Lorenz Helmschmied (* zwischen 1450 und 1455 in Augsburg; † 1515 ebenda) war ein bedeutender Plattner und Harnischmacher.
Bereits seine Vorfahren waren Waffen- und Helmschmiede. Er selbst wird erstmals 1469 nachweisbar und arbeitete für Kaiser Friedrich III. und dessen Sohn Maximilian I., der ihn 1491 zum Hofplattner ernannte. Drei Stechzeuge in der Hofjagd- und Rüstkammer in Wien und ein Harnisch für Ross und Reiter im Bernischen Historischen Museum sowie Harnische für Erzherzog Sigismund und Maximilian I. sind durch seine Meistermarke, einem Stechhelm mit Kreuzzimir, beglaubigt.
Lorenz Helmschmied war der Vater von Kolman Helmschmied und Großvater des Desiderius Kolman Helmschmied.